# Bothriomyrmex atlantis
Bothriomyrmex atlantis är en myrart som beskrevs av Auguste-Henri Forel 1894. Bothriomyrmex atlantis ingår i släktet Bothriomyrmex och familjen myror.

## Underarter
Arten delas in i följande underarter:
- B. a. atlantis
- B. a. inquilinus
- B. a. perfidus

## Bildgalleri

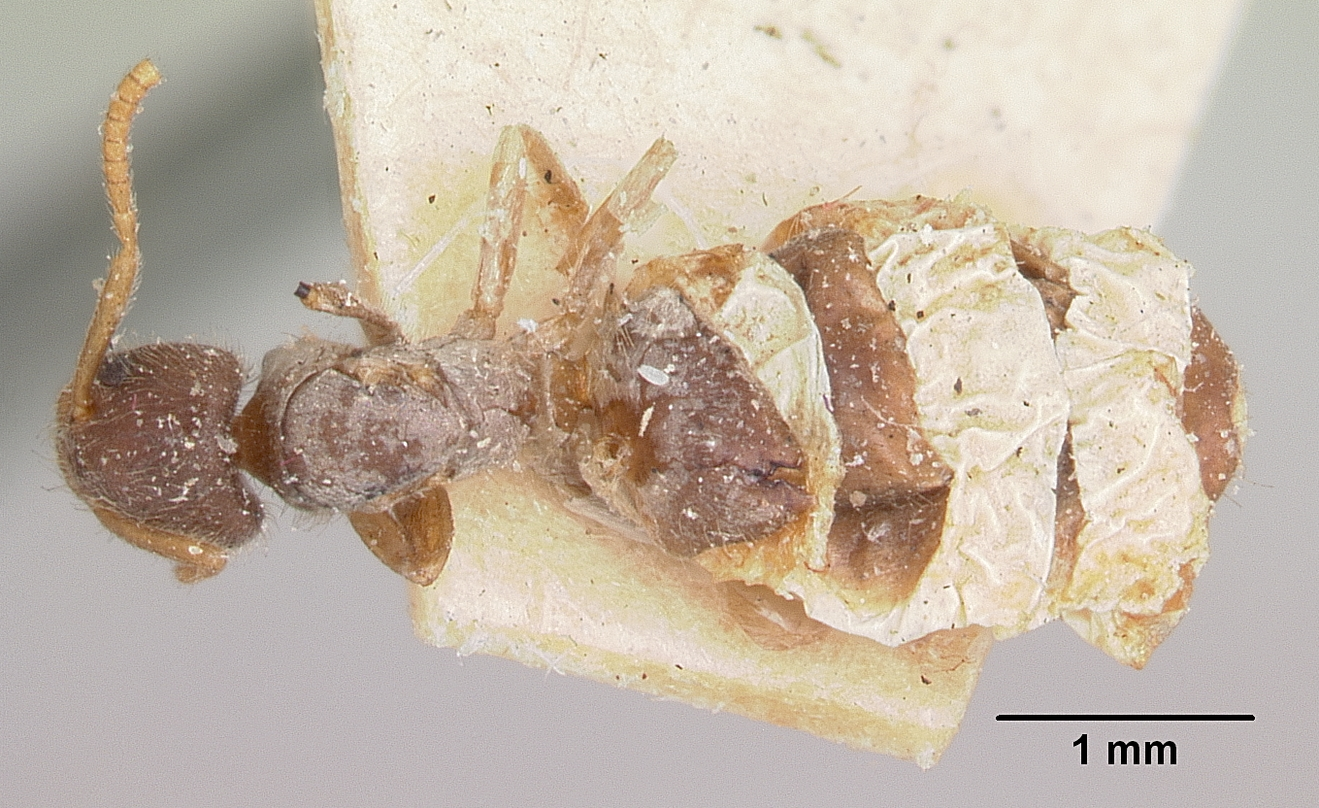
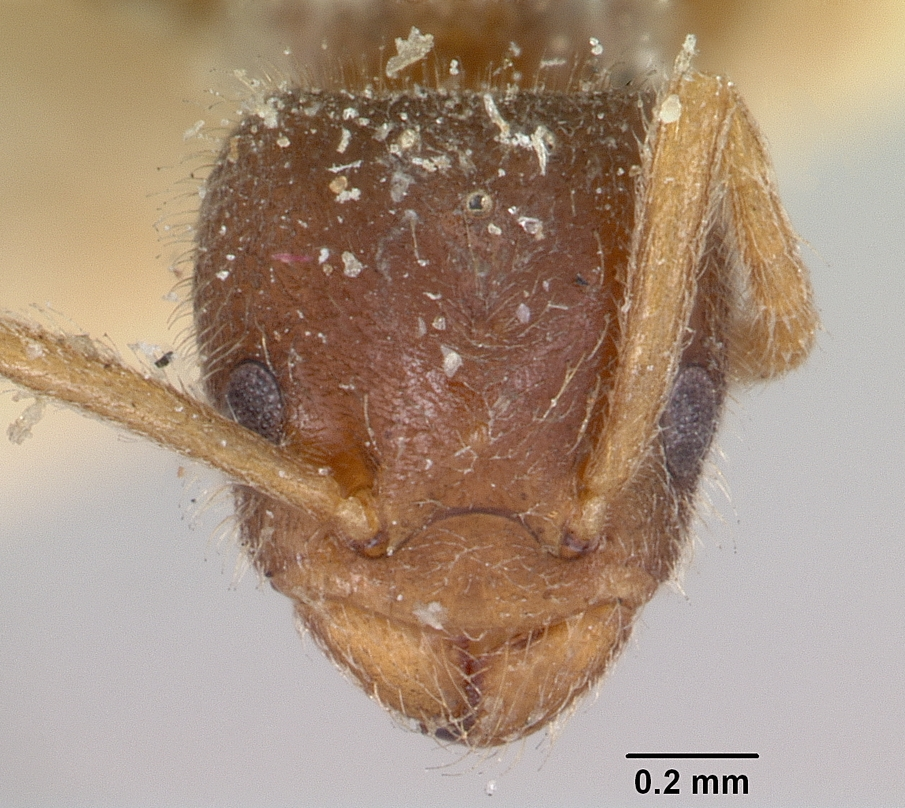
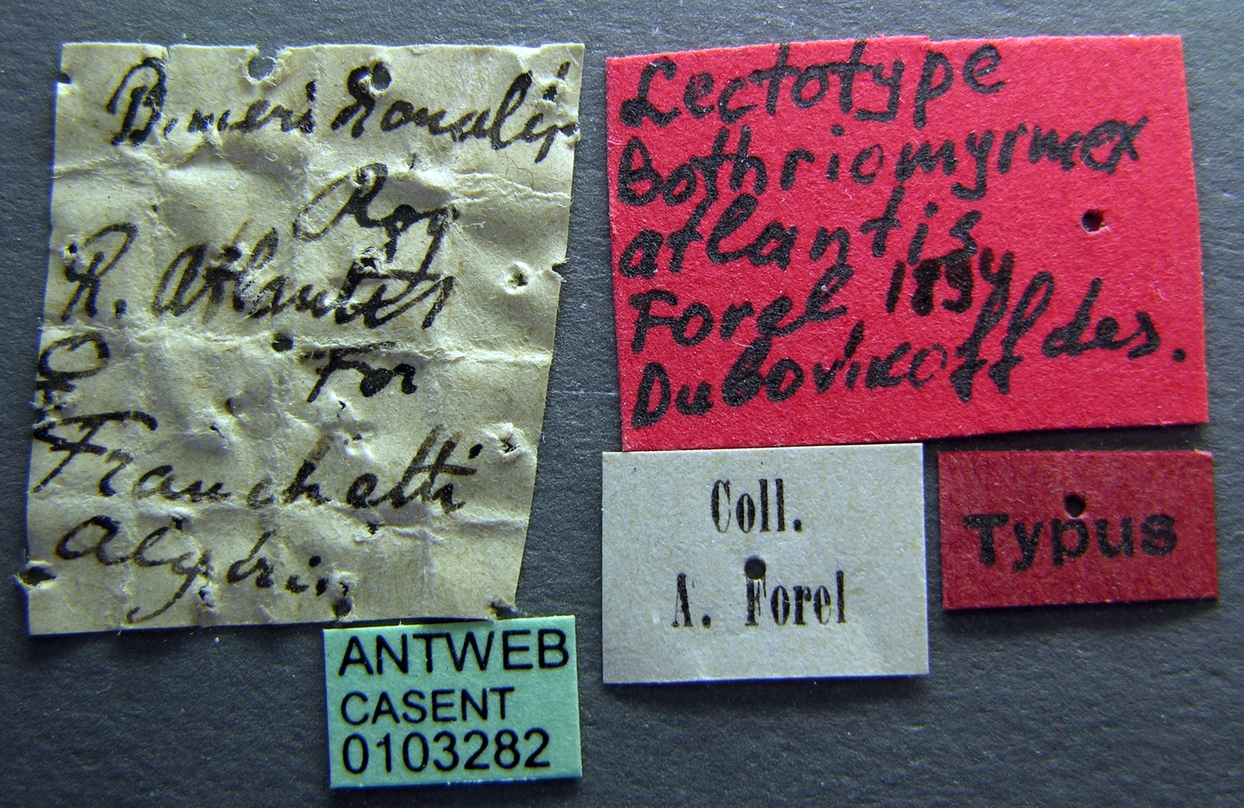
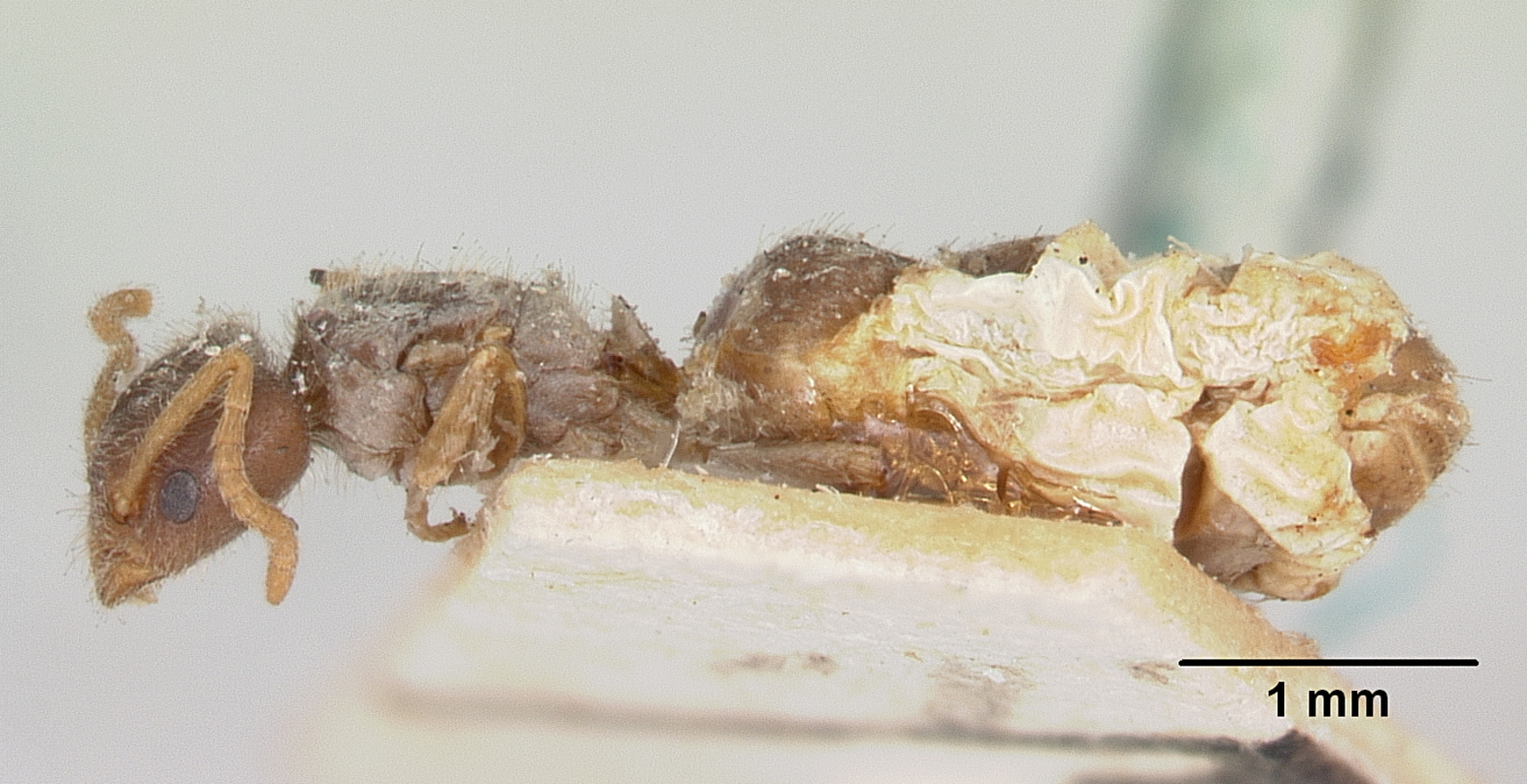